# Grottes de Catulle

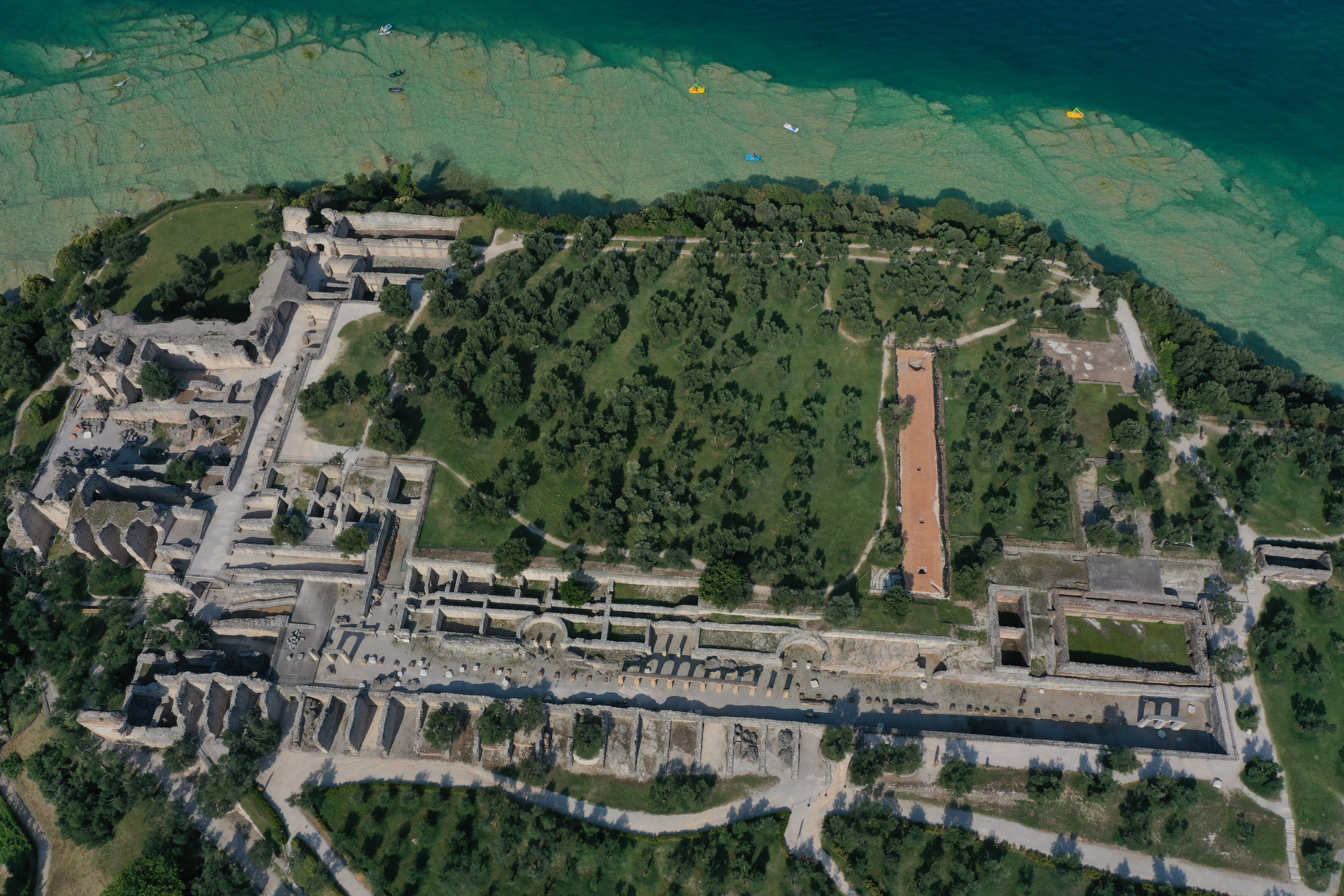
Musée grottes de Catulle, Sirmione Italie.

Les Grottes de Catulle (Grotte di Catullo) est le nom donné aux ruines d'une villa romaine construite entre la fin du Ier siècle av. J.-C. et le début du Ier siècle après J.-C. à l'extrémité nord de la péninsule de Sirmione, sur la rive sud du lac de Garde.
Dans sa première phase, cette villa a pu appartenir à la famille du poète Catulle, hypothèse toutefois rejetée par E. Roffia, puis être transmise au début de l'Empire à la famille sénatoriale des Valerii Catulli,.